# Añasco
Añasco és un municipi de Puerto Rico situat a les valls de la costa oest de l'illa. També conegut amb els noms de La Ciudad Donde los Dioses mueren, El Pueblo Del Hojaldre, El Pueblo de los Morcilleros i Los Nativos. Confina al nord amb el municipi de Rincón, Aguada i Moca; al sud amb Mayagüez; a l'est amb San Sebastián i Las Marías; i a l'oest amb el Canal de la Mona. Forma part de l'Àrea metropolitana d'Aguadilla-Isabela-San Sebastián.
El municipi està dividit en 23 barris: Añasco Pueblo, Añasco Abajo, Añasco Arriba, Caguabo, Caracol, Carreras, Casey Abajo, Casey Arriba, Cerro Gordo, Cidra, Corcovada, Dagüey, Espino, Hatillo, Humatas, Marías, Miraflores, Ovejas, Piñales, Playa, Quebrada Larga, Río Arriba i Río Cañas.
El 24 de juny de 1506, Juan Ponce de León va desembarcar a la badia d'Añasco per donar inici a la colonització de Boriquén (nom amb el qual s'identificaba l'illa de Puerto Rico). El grup que va acompanyar a Ponce de León va ser distribuït en regions per complir amb l'empresa colonitzadora. Un dels acompanyants va ser don Luis de Añasco qui va ser assignat a la regió del Yagüeca.